# Státní znak Jižního Súdánu
Státní znak Jižního Súdánu je státní znak reprezentující nově (2011) vzniklou republiku.
Znak se sice skládá ze štítu a štítonoše. Podle oficiálního výkladu nese hlavní symbolický význam štítonoš, kterým je orel jasnohlasý (african fish eagle, Haliaeetus vocifer). Orel v pravém pařátu drží křížem pod štítem kopí a v levém pařátu drží orel křížem pod štítem rýč. Pod štítem se nachází dvě stuhy, výše stříbrná s mottem „JUSTICE, PROSPERITY, LIBERTY“ (česky Spravedlnost, prosperita a svoboda), níže zlatá s názvem státu „REPUBLIC OF SOUTH SUDAN“.
Orel, který se vyskytuje v hojné míře na celém území Jižního Súdánu, reprezentuje sílu, odolnost a rozhled. Kopí symbolizuje obranu suverenity, rýč zase tvrdou práci pro nasycení lidu mladého státu.